# Hector Olivencia
Hector Olivencia, (nacido el 28 de diciembre de 1956 en Nueva York, Nueva York) es un exjugador de baloncesto con doble nacionalidad estadounidense y puertorriqueño. 

## Trayectoria
Héctor Olivencia  destacó en el BSN anotando 8,007 puntos en 15 temporadas, mayormente con los Criollos de Caguas.
Con Puerto Rico jugó en el Mundial del 1978, varios Centrobaskets y Centroamericanos.